# Thymoites expulsus
Thymoites expulsus är en spindelart som först beskrevs av Willis J. Gertsch och Stanley B. Mulaik 1936.  Thymoites expulsus ingår i släktet Thymoites och familjen klotspindlar. Inga underarter finns listade i Catalogue of Life.